# Mein Freund, der Millionär
Mein Freund, der Millionär ist eine deutsche Filmkomödie von Hans Behrendt aus dem Jahr 1932, deren Drehbuch auf dem Lustspiel Der Hut seiner Hoheit von Ferdinand Ujhelyi beruht. Hermann Thimig verkörpert den idealistischen Bankbeamten Hans Felix, Maria Meißner die Kokotte Irene und Liselotte Schaack die viel umschwärmte aus reichem Hause kommende Eva Hubermann. Olga Limburg und Jakob Tiedtke sind als Evas Eltern besetzt. 

## Handlung
Hans Felix ist Bankbeamter und ziemlich schüchtern. Er ist zudem ein großer Vogelliebhaber. Verliebt ist er ausgerechnet in die viel umschwärmte Eva Hubermann. Eva Eltern, die sehr wohlhabend sind, lehnen Hans Felix jedoch ab und sind der Meinung, dass er für ihre Tochter nicht gut genug sei. Eva, die trotz ihrer vielen Vorzüge das Herz am rechten Fleck hat, ist allerdings überhaupt nicht dünkelhaft.
Als die Hubermanns samt Tochter in das Seebad Wellenhagen fahren, um dort Urlaub zu machen, fährt Felix ihnen nach. Sein Chef, Bankier Dürninger, hat Felix allerdings keinen Urlaub bewilligt, da er mit seiner Vogelliebhaberei das ganze Büro auf den Kopf gestellt hat. Der nicht bewilligte Urlaub wird zum weiteren Problem des jungen Mannes.
In Wellenhagen herrscht eine aufgeregte Stimmung, da man dort den amerikanischen Millionär Rossfield erwartet, von dem wiederum der Badeort sich einiges erwartet. Auch Bankier Dürninger ist gemeinsam mit seiner Freundin Irene nach Wellenhagen gereist und versucht, ebenso wie Herr Hubermann, mit dem abweisenden Millionär Kontakt aufzunehmen, was ein ums andere Mal misslingt. Als Hubermanns und Dürninger dann mit Hilfe von Ferngläsern beobachten, dass Hans Felix sich mit dem Mann unterhält, wendet sich für diesen das Blatt und plötzlich bemühen sich alle um ihn in dem Glauben, er sei gut mit dem Millionär bekannt. Dass Hans dem Mann nur seinen Hut zurückgebracht hat, der davongeweht war, ahnt niemand. Frau Hubermann arrangiert plötzlich sogar ein Souper für den Bankbeamten und lässt durchblicken, dass sie und ihr Mann nichts gegen eine Verbindung zwischen ihm und Eva hätten, zumal Dürninger ihn kurz zuvor zum Direktor der Auslandsabteilung seiner Bank befördert hat. Ehrlich, wie Hans nun einmal ist, klärt er alle darüber auf, was es wirklich mit ihm und dem Millionär auf sich hat. Das hat zur Folge, dass er das Hotel verlassen muss. 
Nur kurz darauf sieht man Hans erneut im Gespräch mit dem Millionär, als beide sich am Strand treffen und der Strandfotograf diese in den Augen der Hotelgäste sensationelle Szene im Bild festhält. Alle glauben nun, sich geirrt zu haben, und wollen erneut in der Gunst von Hans ganz oben stehen. Aber jetzt greift Eva ein, damit Hans, sich nicht ein weiteres Mal alle Chancen verdirbt. Hans gelingt es zudem, den vermeintlichen Millionär Rossfield als Hochstapler Rosenfeld aus Pinne zu entlarven und damit nicht nur Bankdirektor Dürninger, der unbedingt Geschäfte mit dem Mann machen wollte, vor erheblichem Schaden zu bewahren. 
Hans wird nun nicht nur ein glücklicher Bräutigam, sondern mit der Hilfe seines zukünftigen Schwiegervaters auch Teilhaber des Bankhauses Dürninger. Zuerst einmal begibt er sich jedoch mit seiner jungen Frau auf Hochzeitsreise auf die Kanarischen Inseln, wo es viele und seltene Vögel geben soll.

## Produktion

### Produktionsnotizen, Veröffentlichung
Dies war nach Boykott der zweite Tonfilm, den der Produzent Max Badner (Bubifilm-Serie, Moderne Piraten etc.) mit seiner Berliner Firma Ilma Film Produktionsgesellschaft gemeinsam mit der Emelka herstellte und zugleich sein letzter Film. Für die Architektur zeichnete Ludwig Rojbor verantwortlich. Der Verleih des Films für Österreich erfolgte durch Norbert & Co., Wien VII., der Verleih für die C.S.R. durch Meissner-Film, Prag II. 
Die Uraufführung des Films fand am 13. Januar 1932 statt. In Dänemark wurde der Film erstmals am 30. August 1932 unter dem Titel Min Ven Millionæren veröffentlicht, in Ungarn am 28. November 1933 unter dem Titel Milliomos a barátom. Veröffentlicht wurde der Film zudem in Italien unter dem Titel Il mio amico milionario. Der englische Titel lautet My Friend the Millionaire.

### Filmmusik
Die Schlagertexte stammen von Charlie Roellinghoff, das Tonaufnahmeverfahren erfolgte durch Tobis-Klangfilm. Die Schlager sind seinerzeit im Wiener Bohéme-Verlag erschienen.
- Mit diesem Lied will ich Dein Herz erringen …
- Paß auf, das Glück schwebt durch Dein Zimmer …

## Kritik
Die Variety druckte im Jahr der Erstaufführung des Films eine Kritik von Magnus ab, der schrieb, dies sei ein Film, der dem großen Publikum gefalle, obwohl das Manuskript vor allem gegen Ende der Filmhandlung manchmal zu lang und die Gags dünner seien. Zu Hans Berendt schrieb der Kritiker, es sei richtig und gut, dass er seine Schauspieler spielen lasse, wie sie wollen, was im Großen und Ganzen sehr gut und vergnüglich sei. Allerdings gehe alles etwas langsam voran. Hermann Thimig sei in seiner Rolle charmant. Ernest Dumcke sei ein gut gekleideter, gut aussehender Bankmanager. Maria Meißner spiele seine hübsche Freundin und Liselotte Schaack ein junges Mädchen, das einfach und natürlich sei. Enrico Benfor müsse leider eine Rolle spielen, die nicht für ihn geeignet sei. Hans J. Salters Musik untermale den Film, was nicht unwichtig sei.
Im Vintage-Magazine war seinerzeit zu lesen: „In ‚Mein Freund, der Millionär‘, dessen Spielleitung von Hans Behrendt gehandhabt wurde, herrscht eine mehr gemütliche Atmosphäre, ein Verweilen bei den darstellerisch ergiebigen Szenen vor.“ Hier werde „der Humor langsamer entwickelt“. „Die Schauspieler – es sind neben Hermann Thmig und Lieselotte Schaack noch Maria Meißner, Olga Limburg, Jakob Tiedtke, Ernst Dumcke, Enrico Benfer zu nennen – pointieren nicht so stark, bringen die Wirkungen mit leiseren Mitteln und lassen die Schwanksituationen zugunsten des feineren Lustspielhumors beiseite liegen.“
Der Kritiker Ickes war voll des Lobes in der Filmwoche, merkte an, „das Publikum“ sei „begeistert“ gewesen und habe „selten soviel Ursache dazu“ gehabt „wie hier“. Dies sei „ein gut gemachter, sehr lustiger, sehr hübscher Film, an dem alles gelungen, alles leichtbeschwingt“ sei. „Den Vogel“ schieße „Hermann Thimig mit einer geschmackvollen Glanzleistung ab“. Sein Charakter des Bankbeamten Felix gehöre „zu den wirklich glücklichen Menschen, weil seine Intelligenz nicht jene Höhe erreicht“ habe, „die ihm das Leben verleiden würde“. Was brauche „das deutsche Lustspiel mehr?“ Wir seien ihm „dankbar dafür, so oft er (als Typ) auch schon dagewesen sein“ möge. Es sei „besser in Heiterkeit unterzugehen, als in Kummer“. Neben Thimig spiele „die reizende Lieselott Schaak, Vertreterin der bürgerlichen Anständigkeit und wassersportlicher Geschultheit. Ganz Solidität. Und ganz die Frau, die zu diesem Thimig passen“ müsse. „Nicht immer“ träfen „im Leben so wertvolle Ergänzungen zusammen …“ „Der Rest an Mitwirkenden: Tiedtke, die kostbare Limburg (ach ewige Schwiegermutter!), der famose Dumcke, der sehr echte Biensfeldt: ein Volltreffer in den unbesorgten Humor, das“ sei „dieser Film. Mehr davon, Hans Behrendt! Wir wollen wenigstens abends lustig sein, wenn wir’s schon tagsüber nicht sein können!“.